# Roter Grat
Der Rote Grat ist ein 3099 Meter hoher Berg auf der Grenze Tirol (Österreich) und Südtirol (Italien).  Der Normalweg führt von der Nürnberger Hütte als Gletschertour über Freiger- oder Rotgratscharte, wobei der Gipfelgrat bei beiden Varianten leichte Kletterei (Schwierigkeitsgrad I UIAA) verlangt. Der Weg ist bis zum See über der Hütte bezeichnet, dann nur noch Steinmandl bis zum Gletscher, Gehzeit 3 bzw. 2½ Stunden.
Der Berg ist auch von der Teplitzer Hütte (2586 m) und vom Becherhaus (3190 m) über den Signalgipfel des Wilden Freiger und die Freigerscharte (Schwierigkeitsgrad I UIAA) erreichbar.